# Triplectides obsoletus
Triplectides obsoletus là một loài Trichoptera trong họ Leptoceridae. Chúng phân bố ở miền Australasia.